# Giovanni Giudici (bispo)
Giovanni Giudici (Varese, 6 de março de 1940 – Varese, 18 de janeiro de 2024) foi um bispo católico italiano, bispo emérito de Pavia desde 16 de novembro de 2015.

## Biografia
Nasceu em Varese, capital da província da arquidiocese de Milão, em 6 de março de 1940; era o cunhado do jornalista Liliano Frattini .

### Formação e ministério sacerdotal
Ele frequentou escolas em Varese e, graças a uma bolsa de estudos, passa um ano estudando nos Estados Unidos da América durante o ano letivo de 1957 a 1958; ele atinge a maturidade clássica em 1959. Depois de se formar, ele entrou no seminário arquiepiscopal de Milão.
Em 27 de junho de 1964, ele foi ordenado sacerdote, na catedral de Milão, pelo arcebispo Giovanni Colombo (mais tarde cardeal).
Entre as primeiras tarefas, ele está a serviço do secretariado do cardeal Giovanni Colombo e foi assistente do " Collegio d'Oltremare ", uma instituição encomendada pelo cardeal Giovanni Battista Montini para estudantes estrangeiros em Milão. Em 1967, começou a lecionar no seminário arquiepiscopal de Seveso. Em 1971, tornou-se assistente diocesano dos jovens da Ação Católica. No ano seguinte, em 1972, ele se formou em línguas e literatura modernas na Universidade Luigi Bocconi .
Em 1979, foi nomeado pároco de Sant'Anna Matrona, uma paróquia no distrito de Fiera, na cidade de Milão; em 1984 ele foi eleito reitor.
Em 1988, o cardeal Carlo Maria Martini o nomeou vigário episcopal da zona pastoral II de Varese.

### Ministério episcopal
Em 9 de junho de 1990, o papa João Paulo II o nomeou bispo auxiliar de Milão e bispo titular de Usula; no dia 29 de junho seguinte, ele recebeu a ordenação episcopal, na catedral de Milão, do cardeal Carlo Maria Martini, co-consagrando os bispos Renato Corti e Bernardo Citterio.
Em 1 de fevereiro de 1991, o cardeal Martini o nomeou vigário geral da arquidiocese de Milão.
Em 14 de setembro de 2002, foi procurador do cardeal Dionigi Tettamanzi por tomar posse da arquidiocese de Milão.
Em 1 de dezembro de 2003, o papa João Paulo II o nomeou bispo de Pavia; sucede a Giovanni Volta, que renunciou devido ao seu limite de idade. Em 11 de janeiro de 2004, ele tomou posse da diocese.
Em 27 de maio de 2006, ele também se tornou Grande Prior do Norte da Itália da Ordem Equestre do Santo Sepulcro de Jerusalém, até 21 de novembro de 2010, data em que o decreto de nomeação como Grande Prior da Tenente foi entregue ao seu sucessor Mons. Oscar Cantoni.
Em 22 de abril de 2007, ele recebeu o Papa Bento XVI em uma peregrinação ao túmulo de Santo Agostinho.
Em novembro de 2009, foi nomeado presidente do Conselho Nacional da seção italiana da associação Pax Christi ; em novembro de 2014, ele foi sucedido por Mons. Giovanni Ricchiuti.
Em setembro de 2010, foi eleito membro da comissão episcopal por problemas sociais e trabalho, justiça e paz na Conferência Episcopal Italiana. Ele também é capelão conventual ad honorem, com inscrição no Grande Priorado da Lombardia e Veneza, da Ordem do Soberano Hospital Militar de São João de Jerusalém de Rodes e de Malta; ele é membro e animador do Grupo de Ética e Finanças.
Em 16 de novembro de 2015, o Papa Francisco aceitou sua renúncia, apresentada para atingir os limites de idade; ele foi sucedido por Corrado Sanguineti, do clero Chiavari. Ele permanece administrador apostólico da diocese até a entrada de seu sucessor, que ocorreu em 24 de janeiro de 2016.

## Heráldica
| Crista | Brasão | Ilustração |
|        | D'azzurro, com uma tez coberta de vermelho, segurando uma ânfora de terracota de camada única, colocada em uma faixa; acompanhada na cabeça por três estrelas de seis pontas ordenadas em uma faixa e na ponta por três explosões onduladas, todas prateadas | O lema "Haurite nunc et ferte" significa "tirai e levai" e é a exortação que Jesus fez aos servos, em referência ao milagre da água transformada em vinho, durante o casamento em Caná descrito no Evangelho de João. O braço direito no escudo indica o ato de puxar e derramar água, representado na parte inferior pelas linhas prateadas, balançando. É o símbolo do ministério episcopal que se baseia nos dons da graça celestial e os distribui aos fiéis. No topo do escudo existem três estrelas de prata, o símbolo da Trindade que governa tudo. O campo azul lembra o céu e é um símbolo de santidade, elevação e serenidade da vida; transmite uma mensagem de paz, como é o simples gesto do braço, em um ato de serviço humilde. A mensagem programática representada pelo escudo é a seguinte: o bispo quer ser fiel servo do Senhor, de quem ele tira os dons da graça e, cumprindo seu mandato, ele os comunica aos fiéis. |

## Morte
Giudici morreu no dia 18 de janeiro de 2024, aos 83 anos.